# Pandemia de COVID-19 en los Estados Unidos
La pandemia de COVID-19 en Estados Unidos se anunció el 21 de enero de 2020, en relación con un hombre de aproximadamente 30 años, originario del Estado de Washington, que había viajado recientemente a China. Hasta el 28 de noviembre de 2021, ha habido al menos 48 229 210 casos confirmados y/o presuntos de COVID-19 en Estados Unidos, incluidos más de 776 639 muertos así como unas 6 298 082 recuperaciones (de los cuales, los CDC confirmaron 48 106 615 positivos y 776 070 fallecidos).
El primer caso conocido de COVID-19 en los Estados Unidos fue confirmado el 20 de enero de 2020, en un repatriado de 35 años de Wuhan, China, cinco días antes. La Fuerza de Tarea de Coronavirus de la Casa Blanca se estableció el 29 de enero. Dos días después, la administración de Trump declaró una emergencia de salud pública y anunció restricciones a los viajeros que llegaran de China. El 26 de febrero, los Centros para el Control y Prevención de Enfermedades (CDC) del norte de California confirmaron el primer caso en los Estados Unidos de una persona con "exposición no conocida al virus a través de viajes o contacto cercano con una persona infectada conocida".
Estados Unidos tuvo un comienzo lento en las pruebas de COVID-19. Hasta finales de febrero, los procedimientos de la Administración de Alimentos y Medicamentos (FDA) prohibieron a los laboratorios que no sean los CDC publicar los resultados de las pruebas a los pacientes, incluso si seguían protocolos de prueba reconocidos internacionalmente. Los CDC desarrollaron y distribuyeron kits de prueba propios, pero se descubrió que muchos de ellos tenían un defecto de fabricación en un componente no esencial, lo que hizo que el kit fuera ilegal de usar hasta que se cambiara el protocolo. El 29 de febrero, la FDA comenzó a permitir que las agencias de salud públicas, hospitales y compañías privadas desarrollen pruebas y realicen pruebas, y a mediados de marzo las compañías privadas enviaban cientos de miles de pruebas. Inicialmente, la FDA tenía pautas muy restrictivas sobre quién podía hacerse la prueba, pero el 5 de marzo, dijo que cualquier persona con una orden médica podría hacerse la prueba. Hasta el 25 de marzo, se habían realizado al menos 418 000 pruebas, y para el 2 de junio se habían realizado 17 340 682.
Los CDC advirtieron que la transmisión generalizada de la enfermedad puede obligar a un gran número de personas a buscar hospitalización y otros servicios de salud, lo que puede sobrecargar los sistemas de salud. Desde el 19 de marzo de 2020, el Departamento de Estado de los Estados Unidos ha aconsejado a los ciudadanos estadounidenses que eviten todos los viajes internacionales. El 16 de marzo, la Casa Blanca desaconsejó cualquier reunión de más de 10 personas. A mediados de marzo de 2020, la Agencia Federal para el Manejo de Emergencias (FEMA) le dijo al Cuerpo de Ingenieros del Ejército de los Estados Unidos (USACE) que planeara construir nuevas instalaciones, incluidos hoteles alquilados y otros edificios, y convertirlos para su uso como hospitales y unidades de cuidados intensivos. Las respuestas al brote incluyeron prohibiciones y cancelaciones de reuniones a gran escala, incluido el cierre de escuelas y otras instituciones educativas, la cancelación de ferias de muestras, convenciones, festivales de música, y eventos deportivos, una medida que se intensificó desde el 11 de marzo, después de que la Organización Mundial de la Salud declarara que el brote de coronavirus era una pandemia.
Se han observado números desproporcionados de casos entre las poblaciones afroamericanas, y se han informado incidentes de xenofobia y racismo contra los sinoestadounidenses y otros estadounidenses de origen asiático.
La respuesta de la administración de Trump a la pandemia ha sido criticada; inicialmente, el presidente Donald Trump desestimó las preocupaciones sobre el impacto del brote inicial, declarando el 26 de febrero su creencia de que el virus desaparecería "como un milagro", pero que "nadie en realidad sabe" lo que realmente sucedería. Después de que la Organización Mundial de la Salud declarara que el COVID-19 era una pandemia, Trump comenzó a exhibir un tono más sombrío en sus comunicaciones, pero continuó enfrentando controversia sobre la promoción de medicamentos como la cloroquina como tratamientos (a pesar de que la FDA no lo había aprobado), refiriéndose al COVID-19 como el "virus chino", y expresando esperanzas de que las medidas de mitigación puedan ser relajadas en Semana Santa.
A partir del 26 de marzo de 2020, Estados Unidos se convirtió en el país con más casos de COVID-19 en el mundo, superando a China. Posteriormente, el 11 de abril de 2020 se convirtió en el país con más muertes en el mundo, superando a Italia.
El segundo aumento de infecciones comenzó en junio de 2020, luego de restricciones relajadas en varios estados. La propagación descontrolada de la comunidad llevó a algunas instalaciones médicas a rechazar a nuevos pacientes o comenzar a transferirlos. 
En marzo y abril, esto sucedió en el área de Detroit, Míchigan y el área de la de Nueva York, Yakima, Washington en junio y en julio sucedió en Houston, el área de Boise, Idaho, Lake Charles y Lafayette, Luisiana y en docenas de hospitales en Florida. Arizona declaró los estándares de atención de crisis en julio de 2020, permitiendo que los hospitales brinden legalmente el tratamiento que normalmente se considera deficiente para algunos pacientes para salvar a otros.
Al 19 de diciembre, la tasa de mortalidad en los Estados Unidos había alcanzado 959 por millón de personas, la duodécima tasa más alta entre las naciones.
El 18 de septiembre de 2022, el presidente Joe Biden, declaró que la pandemia había terminado en el país.

## Cronología

### Enero
21 de enero: Los Centros para el Control y Prevención de Enfermedades (CDC) confirmaron el primer caso en un hombre de 35 años que vive en el condado de Snohomish, Washington, El hombre había viajado desde Wuhan al Aeropuerto Internacional de Seattle-Tacoma el 15 de enero y se le informó al Centro Médico Regional de Providence en Everett con síntomas de neumonía el 19 de enero. Fue dado de alta del hospital después de dos semanas de tratamiento, incluido el uso del medicamento antiviral remdesivir, y permaneció aislado en su hogar.
24 de enero: Los CDC confirmaron un segundo caso en una mujer de 60 años que vivía en Chicago. La mujer había viajado recientemente a Wuhan para cuidar a un padre enfermo.
25 de enero: Los CDC confirmaron un tercer caso en el condado de Orange, California. La persona, un hombre de unos 50 años, fue dada de alta del hospital el 1 de febrero en buenas condiciones para aislamiento en el hogar.
26 de enero: Los casos cuarto y quinto, también viajeros de Wuhan, fueron confirmados en el condado de Los Ángeles, California, y el condado de Maricopa, Arizona. El caso de Arizona, "un miembro de la comunidad de la Universidad Estatal de Arizona que no vive en una vivienda universitaria", provocó una petición de un estudiante para cancelar las clases "hasta que se hayan tomado las precauciones adecuadas para garantizar el bienestar de los estudiantes". El 21 de febrero, el Departamento de Salud del condado de Maricopa confirmó que el paciente ya no estaba infectado y estaba fuera de aislamiento.
29 de enero: El Departamento de Estado de los Estados Unidos evacuó a 195 de sus empleados, sus familias y otros ciudadanos estadounidenses de la provincia de Hubei a bordo de un vuelo fletado a la Base de la Reserva Aérea March en California.
30 de enero: Los CDC confirmaron el sexto caso en un hombre de unos 60 años que vivía en Chicago. El primer caso de transmisión de persona a persona en los Estados Unidos, el hombre contrajo el virus de su esposa, el segundo caso, y no había viajado recientemente a China. La pareja fue dada de alta del Centro Médico St. Alexius en Hoffman Estates, Illinois, el 7 de febrero y se trasladó al aislamiento en el hogar.
31 de enero: Los CDC confirmaron el séptimo caso en un hombre en el condado de Santa Clara, California, que había viajado recientemente a Wuhan. El hombre se recuperó en su casa y fue liberado del aislamiento en el hogar el 20 de febrero. El mismo día, el Departamento de Salud y Servicios Sociales de los Estados Unidos declaró una emergencia de salud pública y anunció una cuarentena obligatoria de 14 días para los ciudadanos estadounidenses que visitaron la Provincia de Hubei dentro de las dos semanas anteriores, así como una denegación completa de entrada para los ciudadanos no estadounidenses que habían viajado a China dentro de las dos semanas anteriores. Este fue el primer pedido de este tipo en más de 50 años.

### Febrero
1 de febrero: Los CDC confirmaron el octavo caso en un hombre de unos 20 años en Boston, que había regresado a la Universidad de Massachusetts Boston desde Wuhan.
2 de febrero: Los CDC confirmaron el noveno caso en una mujer del condado de Santa Clara, California, que había viajado recientemente a Wuhan. Este caso no está relacionado con el primer caso en Santa Clara. El mismo día, los CDC informaron el décimo y undécimo caso en el condado de San Benito, California, incluida la segunda instancia de transmisión de persona a persona.
5 de febrero: Los CDC y el Departamento de Servicios de Salud de Wisconsin confirmaron el duodécimo caso en Madison, Wisconsin. Según los funcionarios de salud pública, la persona fue directamente al Hospital de la Universidad de Wisconsin después de llegar al Aeropuerto Regional del Condado de Dane y no es un estudiante de la Universidad de Wisconsin Madison. Dos vuelos que transportaban a 345 ciudadanos estadounidenses evacuados de la provincia de Hubei aterrizaron en la Base de la Fuerza Aérea Travis (178 evacuados) y la Estación Aérea del Cuerpo de Marines de Miramar (167 evacuados) en California.
6 de febrero: Dos vuelos de evacuación partieron de la provincia de Hubei con más de 300 pasajeros. Uno de los vuelos transportaba a 60 canadienses que desembarcaron en una escala en Vancouver, mientras que los pasajeros restantes llegaron a la Estación Aérea del Cuerpo de Marines de Miramar, cerca de San Diego. El segundo avión llegó el 7 de febrero a la Base de la Fuerza Aérea Lackland en Texas, donde desembarcaron 90 pasajeros, mientras que los 57 pasajeros restantes continuaron el viaje hasta Camp Ashland, una instalación de la Guardia Nacional de Nebraska en Omaha, Nebraska a través del Aeropuerto Eppley.
10 de febrero: Los CDC confirmaron el decimotercer caso en uno de los ciudadanos estadounidenses evacuados de Wuhan y retenidos en cuarentena en la Estación Aérea del Cuerpo de Marines de Miramar. La persona estaba "bien" aisladamente en el Centro Médico de la Universidad de California en San Diego. El 11 de febrero, el primer grupo de 195 ciudadanos estadounidenses evacuados de la provincia de Hubei fueron liberados de la cuarentena en la Base de la Reserva Aérea March Joint en California.
12 de febrero: Los CDC confirmaron el decimocuarto caso en un segundo ciudadano estadounidense evacuado de Wuhan y retenido en cuarentena en la Estación Aérea del Cuerpo de Marines de Miramar. El 19 de febrero, uno de los pacientes, el decimotercer caso, se recuperó y fue dado de alta. El 24 de febrero, el segundo paciente se recuperó y fue dado de alta porque ya no estaban infectados. El 13 de febrero, los CDC confirmaron el decimoquinto caso en otro ciudadano estadounidense evacuado de Wuhan que estaba en cuarentena en la Base Conjunta San Antonio-Lackland en San Antonio.
15 de febrero: El gobierno de los Estados Unidos anunció una evacuación de ciudadanos estadounidenses varados a bordo del crucero Diamond Princess que se encontraba en cuarentena en Yokohama. Los evacuados fueron llevados a la Base de la Fuerza Aérea Travis en California, la Base Conjunta San Antonio-Lackland en Texas y el Centro Médico de la Universidad de Nebraska cerca de Camp Ashland en Nebraska. El 17 de febrero, 338 ciudadanos estadounidenses fueron repatriados, incluidas 14 personas infectadas.
20 al 21 de febrero: Se confirmaron dos nuevos casos en California, uno en el condado de Humboldt y en Sacramento. Ambos casos involucraron a personas que habían viajado recientemente a China. El Departamento de Justicia de California confirmó que uno de sus empleados se había puesto en contacto con el caso en Sacramento. El empleado es un miembro de la familia del caso en Sacramento. El 21 de febrero, cinco ciudadanos estadounidenses evacuados del Diamond Princess a la Base de la Fuerza Aérea Travis dieron positivo.
25 de febrero: Se confirmaron seis casos entre ciudadanos estadounidenses en cuarentena en la Base Conjunta San Antonio-Lackland. Uno de los casos fue un ciudadano estadounidense evacuado en un vuelo fletado por el Departamento de Estado de los Estados Unidos, mientras que los otros cinco casos habían sido evacuados del crucero Diamond Princess.
26 de febrero: Se confirmó un caso de origen desconocido en un residente del condado de Solano, California. El Departamento de Salud Pública de California dijo que esto puede representar la primera transmisión comunitaria en el condado. El Centro Médico UC Davis en Sacramento dijo que cuando la persona fue trasladada allí el 19 de febrero, el equipo médico sospechó que era COVID-19 y le pidió a los CDC que realizaran una prueba de SARS-CoV-2. Los CDC inicialmente se negaron ya que la persona no cumplía con los criterios para la prueba. La persona fue probada finalmente el 23 de febrero; Los resultados de la prueba dieron positivo el 26 de febrero. Además, ocurrieron las primeras muertes por el virus.
28 de febrero: Se confirmó un segundo caso de origen desconocido en una mujer adulta mayor en el condado de Santa Clara, California. Se confirmaron dos casos más de evacuados del crucero Diamond Princess en la Base Conjunta San Antonio-Lackland, lo que eleva el total a ocho casos desde la base. Más tarde ese día, se confirmó un caso de origen desconocido en el condado de Washington, Oregón, por lo que es el primer caso en Oregón. El mismo día, se confirmaron dos casos adicionales de origen desconocido en Washington, uno en un estudiante de secundaria en Everett y otro en una mujer de unos 50 años que había regresado recientemente de Corea del Sur. Posteriormente se confirmó que el segundo caso era un empleado del Servicio Postal de los EE. UU. en su centro de distribución de red en Federal Way, Washington. Al día siguiente, los investigadores anunciaron que la cepa de coronavirus en el caso de un estudiante de la escuela secundaria de Everett puede estar relacionada con la cepa de coronavirus en el primer caso confirmado de Estados Unidos. A partir del 19 de enero, lo que sugiere que el virus puede haberse propagado en el área hasta por seis semanas.
29 de febrero: La primera muerte por coronavirus en los Estados Unidos se informó en EvergreenHealth en Kirkland, Washington. Además, los funcionarios de salud pública en el estado de Washington informaron dos casos confirmados en un hogar de ancianos allí. El mismo día, el condado de Santa Clara, California, confirmó un caso de coronavirus en un contacto familiar de un caso del 28 de febrero también en el condado de Santa Clara. En Illinois, los funcionarios del condado de Cook confirmaron un nuevo supuesto caso.
El presidente Donald Trump anunciaba en una conferencia la primera víctima mortal estadounidense, una mujer de edad cercana e inferior a los 60 años e impuso nuevas restricciones en viajes respecto a Irán, Corea del Sur e Italia.

### Marzo

Estados y condados que impusieron órdenes de quedarse en casa
Surte efecto antes del 22 de marzo
Surte efecto antes del 29 de marzo
Surte efecto antes del 5 de abril
Surte efecto antes del 12 de abril
El mapa completo con las ciudades

1 y 2 de marzo: En Nueva York, el gobernador Andrew Cuomo anunció el primer caso reportado de COVID-19 en el estado: una mujer de unos 30 años, que aparentemente contrajo el virus mientras viajaba a Irán y que se estaba aislando en su hogar en la ciudad de Nueva York. Oregón confirmó su segundo caso, un contacto familiar de su primer caso. El Departamento de Salud de Rhode Island anunció un supuesto caso de una persona de 40 años que había viajado a Italia a mediados de febrero, y un segundo caso, un adolescente que había viajado con la primera persona.
2 de marzo: Los casos de coronavirus en los EE. UU. alcanzaron los 100, incluidos los ciudadanos repatriados de Wuhan o de Diamond Princess. Funcionarios de Nuevo Hampshire anunciaron el primer caso del estado, un empleado del Centro Médico Dartmouth-Hitchcock que había estado en Italia.
3 y 4 de marzo: El 3 de marzo, cuando el estado no tenía casos confirmados, el gobernador de Ohio Mike DeWine canceló el Arnold Classic debido a preocupaciones del coronavirus, una medida que según The Washington Post parecía radical en ese momento. El 3 de marzo, el Departamento de Servicios de Salud de Arizona reportó un nuevo caso confirmado en el condado de Maricopa, un hombre de unos 20 años que se había puesto en contacto con un caso fuera de Arizona. El hombre está actualmente aislado en su casa. En Nuevo Hampshire, los funcionarios de salud pública confirmaron un segundo caso de coronavirus en una persona que se puso en contacto con el primer caso después de que el primer caso desafió las órdenes de cuarentena y asistió a un evento privado organizado por la Escuela de negocios Tuck de Dartmouth College en White River Junction, Vermont. Funcionarios de Nueva York anunciaron el segundo caso confirmado del estado: un hombre de unos 50 años de New Rochelle, Condado de Westchester, que no había viajado recientemente a ningún país extranjero afectado por el brote. En Carolina del Norte, el gobernador Roy Cooper anunció el primer caso confirmado del estado: una persona que había viajado a Washington y que estaba "expuesta en un centro de atención a largo plazo". Actualmente se encuentran en condiciones estables y aislados en su hogar.
El 4 de marzo, el Departamento de Seguridad Nacional de los Estados Unidos confirmó que un "médico examinador contratado" para los CDC que trabajan en el Aeropuerto Internacional de Los Ángeles dio positivo por coronavirus. El individuo está en autoaislamiento en casa. Las autoridades de Nueva York confirmaron cuatro nuevos casos de coronavirus: la esposa, el hijo y la hija del segundo caso, así como el vecino del hombre que lo llevó al hospital. Los nuevos casos provocaron el cierre parcial del campus principal de la Universidad Yeshiva, donde el hijo del hombre es estudiante, así como la escuela secundaria en el distrito del Bronx de la ciudad de Nueva York, donde la hija es estudiante. El mismo día, se informaron otros cinco casos confirmados en un amigo del segundo caso, así como la esposa de ese amigo y sus tres hijos.
5 de marzo: Nevada, Colorado, Tennessee y Maryland anunciaron sus primeros casos, Nueva Jersey anunció un segundo caso presunto, mientras que Washington anunció 31 casos nuevos.
En Nevada los Funcionarios de salud pública de Las Vegas informaron sobre el primer caso confirmado de coronavirus en el estado: un hombre de unos 50 años en el Condado de Clark que recientemente viajó al estado de Washington y Texas. Además, los funcionarios de salud pública anunciaron un segundo caso confirmado de coronavirus en Reno. El nuevo caso de un hombre de unos 50 años, está aislado en su casa; El nuevo caso está relacionado con al menos otros dos casos confirmados en el Condado de Sonoma, California y en el Condado de Placer, California, entre pasajeros que habían estado a bordo del Grand Princess en un crucero desde San Francisco a México durante el mes anterior.

## Impacto económico
La pandemia, junto con el consiguiente colapso del mercado de valores y otros impactos, ha llevado a una mayor discusión sobre una recesión en los Estados Unidos. Los expertos difieren sobre si una recesión realmente tendrá lugar, algunos dicen que no es inevitable y otros dicen que el país ya puede estar en recesión. De los economistas encuestados en marzo por la Universidad de Chicago, el 51 % estuvo de acuerdo o muy de acuerdo en que habría una recesión "mayor" causada por COVID-19, mientras que el 31 % no estaba seguro o no estaba de acuerdo.
Los analistas económicos revisaron sus pronósticos a la baja en marzo, y Goldman Sachs estimó el 20 de marzo que la economía podría contraerse hasta un 24 % anual durante el segundo trimestre de 2020, luego de su estimación de disminución del 5 % solo cuatro días antes. James Bullard, presidente del Banco de la Reserva Federal de St. Louis, estimó que el PIB se reduciría a la mitad en el segundo trimestre.
Según un análisis discutido en el New York Times, las primas de seguros pueden aumentar en un 40 % el próximo año porque los costos de coronavirus no se tuvieron en cuenta al establecer las primas de 2020. Según el análisis, los costos sanitarios totales del tratamiento de la pandemia podrían ser de $34 mil millones de dólares a $251 mil millones de dólares.

## Impactos sociales
Para minimizar la propagación de la infección, los funcionarios de salud pública y las figuras políticas han iniciado medidas para aislar a los pacientes infectados, imponer cuarentenas y recomendar o requerir distanciamiento físico durante las actividades grupales, incluido el cierre de escuelas, tiendas minoristas, lugares de trabajo, eventos deportivos y actividades de ocio como restaurantes y cines.

### Impactos en las prisiones
A medida que la COVID-19 se extendía a varias cárceles en los EE. UU., algunos estados y jurisdicciones locales comenzaron a liberar prisioneros considerados vulnerables al virus. Para reducir la transmisión, la Agencia Federal de Prisiones inició una cuarentena total para todos los prisioneros el 1 de abril, durante al menos 14 días.

### Xenofobia y racismo

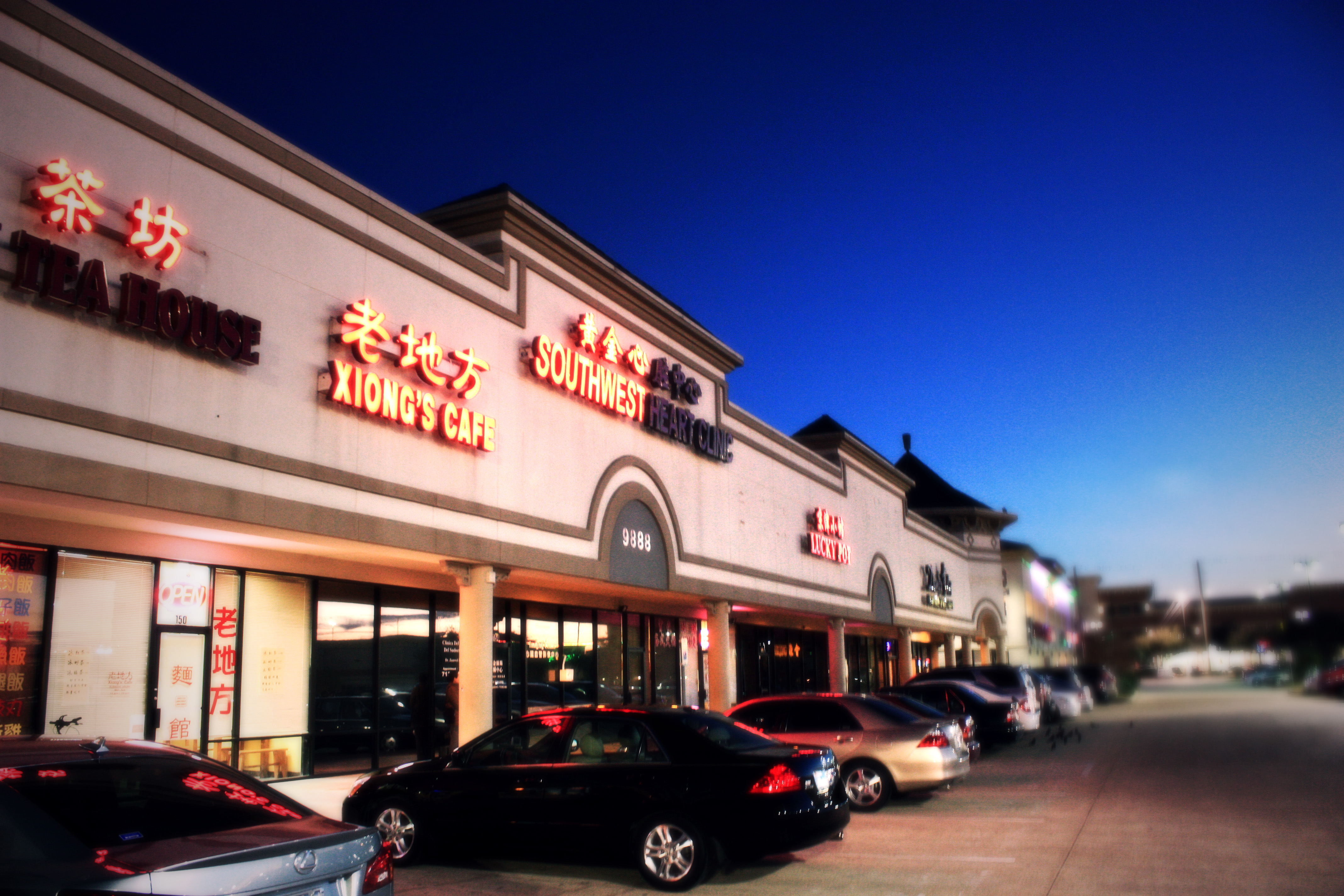
El barrio chino de Houston experimentó una reducción en los negocios al principio del brote cuando todavía había pocos casos.

Ha habido incidentes de xenofobia y racismo contra los estadounidenses de origen chino y otros estadounidenses de origen asiático. Se informó que los estadounidenses de origen asiático estaban comprando armas de fuego en respuesta a la sinofobia derivada de la pandemia. El FBI emitió una alerta de que los grupos neonazis y supremacistas blancos estaban alentando a los miembros a que, si lo contraen, propaguen el virus a través de "fluidos corporales e interacciones personales" con judíos y oficiales de policía.

### Cancelaciones de eventos

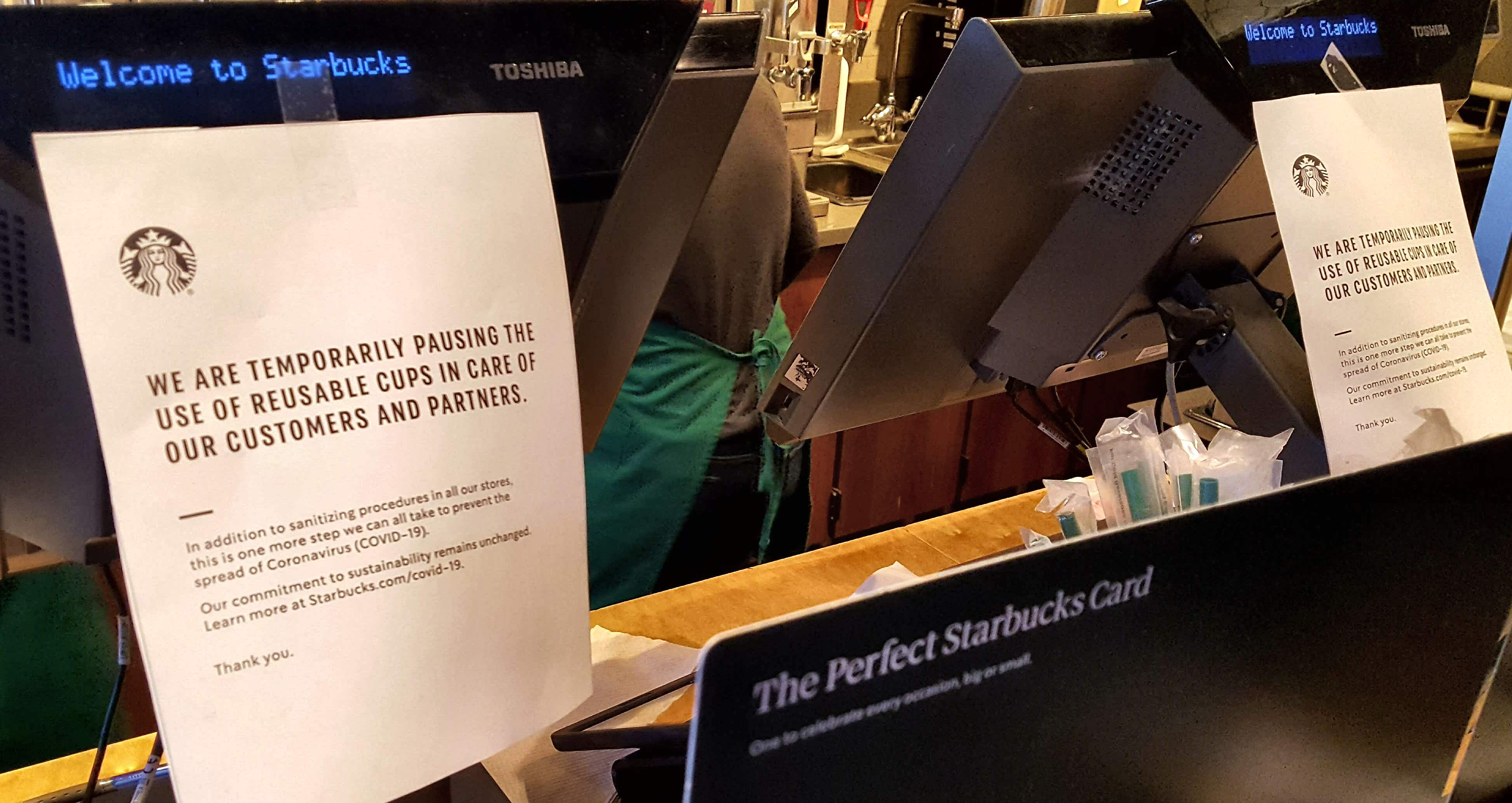
El 4 de marzo, Starbucks anunció que no llenará vasos reutilizables en sus tiendas de EE. UU. Y Canadá.

Cuando el "distanciamiento social" entró en el léxico público, los líderes de administración de desastres alentaron la cancelación de grandes reuniones para disminuir la tasa de infección. Las conferencias de tecnología como la Worldwide Developers Conference de Apple Inc. (WWDC), la E3 2020, la Facebook F8, la Google I/O y Cloud Next, y la MVP Summit de Microsoft han sido canceladas o han reemplazado eventos en persona con eventos de transmisión por Internet.
El 21 de febrero, Verizon se fue de una conferencia de RSA, uniéndose a las filas de AT&T Cybersecurity y IBM. El 29 de febrero, la American Physical Society canceló su reunión anual de marzo, programada del 2 al 6 de marzo en Denver, Colorado, a pesar de que muchos de los más de 11 000 participantes físicos ya habían llegado y habían participado en los eventos previos a la conferencia. El 6 de marzo, la conferencia y festival anual South by Southwest (SXSW) programado para realizarse del 13 al 22 de marzo en Austin, Texas, se canceló después de que el gobierno de la ciudad declarara un "desastre local" y ordenara el cierre de las conferencias por primera vez en 34 años. La cancelación no está cubierta por el seguro. En 2019, 73 716 personas asistieron a las conferencias y festivales, gastando directamente $200 millones de dólares y, en última instancia, impulsando la economía local en $356 millones de dólares, o el 4 por ciento de los ingresos anuales de los sectores económicos de hospitalidad y turismo de la región.
Después de las cancelaciones del Ultra Music Festival en Miami y SXSW en Austin, comenzó a crecer la especulación sobre el festival Coachella que comenzará el 10 de abril en el desierto cerca de Palm Springs, California. El festival anual, que ha atraído a unas 125 000 personas durante dos fines de semana consecutivos, está asegurado solo en caso de cancelación de fuerza mayor, como una orden por funcionarios del gobierno local o estatal. Las estimaciones sobre el pago de un seguro oscilan entre $150 millones de dólares y $200 millones de dólares. El 10 de marzo, los organizadores del evento anunciaron que el festival había sido pospuesto hasta octubre.
FIRST Robotics suspendió el resto de la temporada de competición de 2020 y canceló los dos eventos del Campeonato en Houston y Detroit.

### Comercio minorista
Varios minoristas, en particular las tiendas de comestibles, redujeron sus horarios de apertura para permitir tiempo adicional para reabastecer y limpiar en profundidad sus tiendas. Walmart anunció el 14 de marzo que las ubicaciones que normalmente abren las 24 horas en su lugar operarían de 6:00 a. m. a 11:00 p. m. Algunas cadenas de supermercados, como Stop & Shop y Dollar General, dedicaron una parte de sus horas de funcionamiento a atender solo a personas mayores de 60 años.
Después de un aumento en la compra de pánico, muchos supermercados y minoristas pusieron límites a ciertos productos como el papel higiénico, el desinfectante de manos, medicamentos de venta libre, suministros de limpieza y otros productos de alta demanda. El 15 de marzo, el presidente Donald Trump, junto con el Food Marketing Institute, anunció que la cadena de suministro de comestibles no estaba tensa, pero instó a los consumidores a evitar las compras por pánico.
Varias cadenas de restaurantes alteraron sus procedimientos operativos para evitar la propagación del virus, incluida la eliminación de asientos, la restricción del uso de condimentos y el cambio a sistemas de pago móviles. Muchos restaurantes optaron por cerrar sus comedores y en su lugar cambiaron al servicio de comida para llevar únicamente para cumplir con las recomendaciones del distanciamiento social.
Amazon anunció el 16 de marzo que contrataría 100 000 nuevos almacenes y trabajadores de entrega y aumentaría los salarios de $2 dólares por hora hasta abril en respuesta a la mayor demanda de sus servicios debido a la pandemia de coronavirus. También informaron la escasez de ciertos productos básicos del hogar.

### Medios

#### Periódicos
La magnitud de la pandemia de coronavirus ha llevado a varias editoriales importantes a desactivar temporalmente sus muros de pago en artículos relacionados, incluidos Bloomberg News, The Atlantic, The New York Times, The Wall Street Journal y The Seattle Times.
Varios periódicos semanales alternativos en las áreas metropolitanas afectadas, incluido The Stranger en Seattle y Austin Chronicle, han anunciado despidos y campañas de financiación debido a la pérdida de ingresos. Los eventos públicos y los lugares representaron la mayoría de los ingresos de los periódicos alternativos semanales, lo que fue interrumpido por la cancelación de grandes reuniones públicas.

#### Cine
La mayoría de las cadenas de cines de EE. UU., donde se les permitió continuar operando, redujeron a la mitad la capacidad de asientos de cada horario de exhibición para minimizar el riesgo de propagar el virus entre los clientes. Los límites de audiencia, así como el cierre obligatorio y voluntario de los cines en algunas áreas, llevaron a una taquilla total en Estados Unidos de $55.3 millones de dólares durante el fin de semana del 14 de marzo, la más baja desde octubre de 1998. Solo Onward de Pixar recaudó más de $10 millones de dólares ($10.5 millones de dólares, fue la peor recaudación del segundo fin de semana de cualquier película de Pixar hasta la fecha). El 16 de marzo, AMC Theatres, Regal Cinemas, Alamo Drafthouse y Landmark Theatres cerraron temporalmente sus ubicaciones en todo el país.
Una gran cantidad de películas de Hollywood han suspendido sus producciones, y los estudios han retrasado el lanzamiento de múltiples películas futuras. Universal Pictures anunció que rompería la theatrical window (la mayoría de las cadenas de cine principales requieren que las películas sean exclusivas de los cines durante 74 días) y permita el alquiler digital de varias películas de Universal que aún se encuentran en los cines, así como el lanzamiento simultáneo de Trolls World Tour.

#### Televisión
En marzo, varios programas de entrevistas y de concursos anunciaron planes para filmar a puerta cerrada sin audiencia. Algunas cadenas de televisión y canales de noticias han ajustado su programación para incorporar la cobertura de la pandemia y adherirse a las pautas de los CDC, incluido el fomento del trabajo remoto y el distanciamiento físico en el aire (incluida la separación entre los presentadores en el aire y el mayor uso de entrevistas remotas).
Los esfuerzos de cuarentena y trabajo remoto, así como el interés en las actualizaciones sobre la pandemia, han resultado en una audiencia potencial más grande para los canales de televisión, especialmente para los canales de noticias. Nielsen estimó que para el 11 de marzo, el uso de la televisión había aumentado un 22 % semana tras semana. Se esperaba que los servicios de streaming vieran un aumento en el uso, mientras que las posibles recesiones económicas asociadas con la pandemia podrían acelerar la tendencia del mercado de cortar el cable.

### Deportes

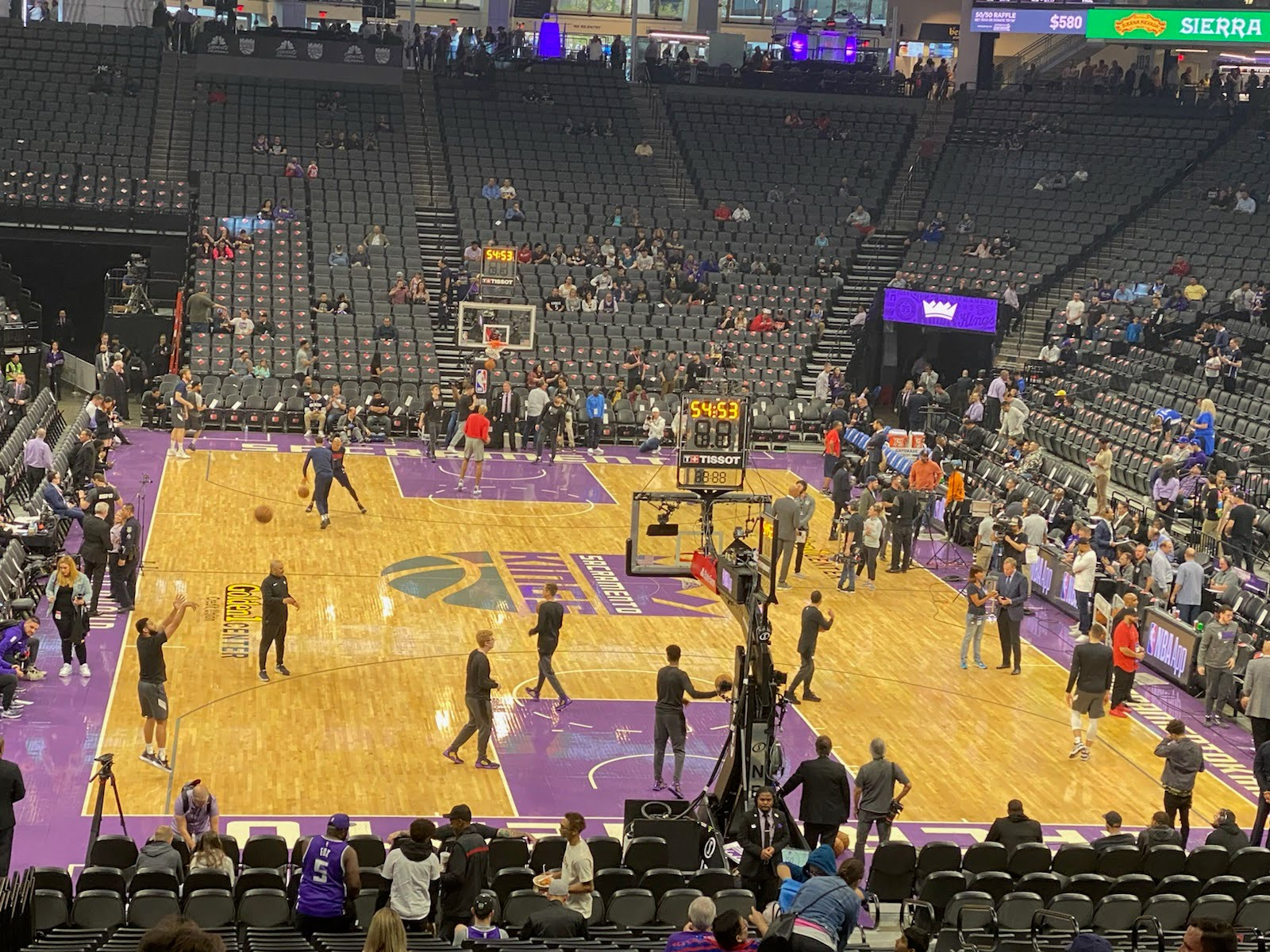
La NBA fue la primera liga deportiva importante en suspender sus operaciones, incluida la limpieza de este partido del 11 de marzo entre los New Orleans Pelicans y los Sacramento Kings.

El torneo de tenis Masters de Indian Wells 2020 se pospuso el 8 de marzo de 2020, marcando la primera cancelación importante de deportes en los Estados Unidos atribuida a la pandemia.
En cumplimiento de las restricciones a las grandes reuniones, los Columbus Blue Jackets (NHL), los Golden State Warriors (NBA) y los San Jose Sharks (NHL) anunciaron su intención de jugar juegos en casa a puerta cerrada, sin espectadores y solo personal esencial presente. Esta propuesta pronto se convirtió en discutible, cuando la suspensión de los juegos por varios períodos de tiempo fue anunciada por casi todas las ligas deportivas profesionales en los Estados Unidos del 11 de marzo en adelante, incluida la NBA (que había anunciado un caso confirmado de un jugador), la NHL, la Major League Baseball y la Major League Soccer. Las competiciones de atletismo universitario fueron canceladas de manera similar por las escuelas, las conferencias y la NCAA, que canceló todos los campeonatos restantes para el año académico el 12 de marzo. Esto también resultó en la primera cancelación del popular torneo de baloncesto masculino "March Madness" de la NCAA (que estaba programado para comenzar la semana siguiente) en sus 81 años de historia.

### Elecciones
La pandemia provocó llamadas de grupos de derechos al voto y algunos líderes del Partido Demócrata para expandir la votación por correo. Los líderes republicanos en general se opusieron al cambio, aunque los gobernadores republicanos de Nebraska y New Hampshire lo adoptaron. Algunos estados no pudieron ponerse de acuerdo sobre los cambios y una demanda en Texas resultó en un fallo (que está en apelación) que permitiría a cualquier votante enviar una boleta por correo. En respuesta a las propuestas demócratas para la votación por correo en todo el país, el presidente Trump dijo que "nunca más se volvería a elegir a un republicano en este país" a pesar de la evidencia de que el cambio no favorecería a ningún grupo en particular. Trump calificó la votación por correo como "corrupta" y dijo que se debería exigir a los votantes que se presenten en persona, aunque, como señalaron los reporteros, él mismo había votado por correo en las últimas primarias de Florida. Aunque el fraude electoral es un poco más alto que el fraude electoral en persona, ambos casos son raros, y la votación por correo se puede hacer más segura al no permitir que terceros recolecten boletas y proporcionar lugares de entrega gratuitos o franqueo prepago. Las elecciones del 7 de abril en Wisconsin se vieron afectadas por la pandemia. Se consolidaron muchos lugares de votación, lo que resultó en filas de horas. Los secretarios del condado se vieron abrumados por un cambio del 20 al 30% de las boletas por correo a aproximadamente el 70%, y algunos votantes tuvieron problemas para recibir y devolver las boletas a tiempo. A pesar de los problemas, la participación fue del 34%, comparable a primarias anteriores similares.

## Respuesta pública
Las encuestas de opinión mostraron una división partidista significativa con respecto a la pandemia. NPR, PBS NewsHour y Marist encontraron en su encuesta de mediados de marzo que el 76 % de los demócratas veían a la COVID-19 como "una amenaza real", mientras que solo el 40 % de los republicanos estaban de acuerdo; Las cifras del mes anterior para demócratas y republicanos fueron del 70 % y del 72 % respectivamente. Una encuesta realizada a mediados de marzo por NBC News y The Wall Street Journal descubrió que el 60 % de los demócratas estaban preocupados de que alguien de su familia pudiera contraer el virus, mientras que el 40 % de los republicanos expresó preocupación. Casi el 80 % de los demócratas creía que lo peor estaba por venir, mientras que solo el 40 % de los republicanos creía lo anterior. Alrededor del 56 % de los demócratas creía que sus vidas cambiarían de manera importante debido a la pandemia, en comparación con el 26 % para los republicanos. Una encuesta realizada a mediados de marzo por la Kaiser Family Foundation descubrió que el 83 % de los demócratas había tomado ciertas precauciones contra el virus, en comparación al 53 % de los republicanos. La encuesta encontró que el presidente Trump era la fuente de información menos confiable sobre el brote, con un 46 % en general, después de los CDC, la OMS, los funcionarios del gobierno estatal y local, y los medios de comunicación, aunque el 88 % de los republicanos expresó su confianza en el presidente, solo superado por su confianza en los CDC.

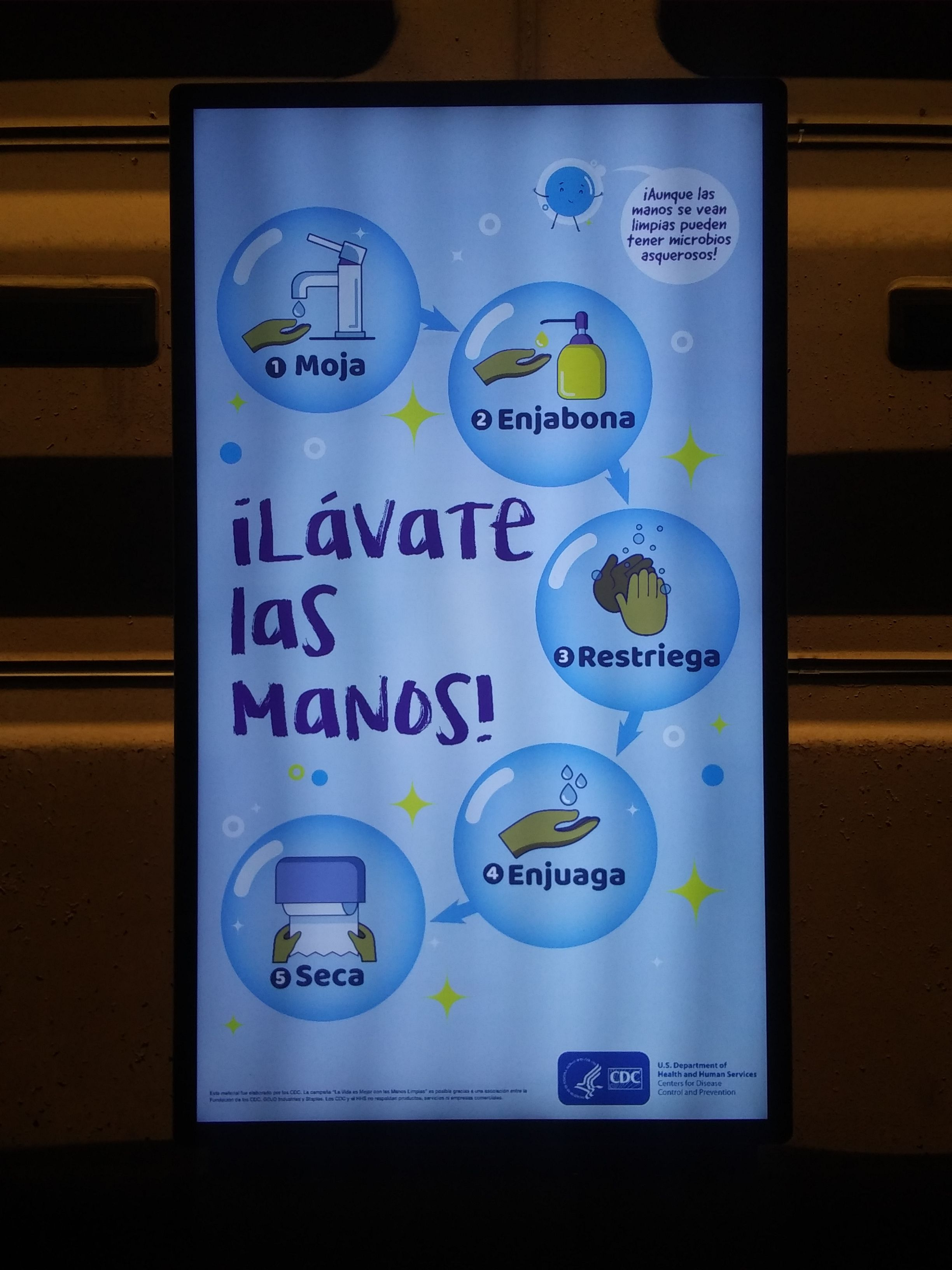
Recomendación de lavarse las manos de los CDC
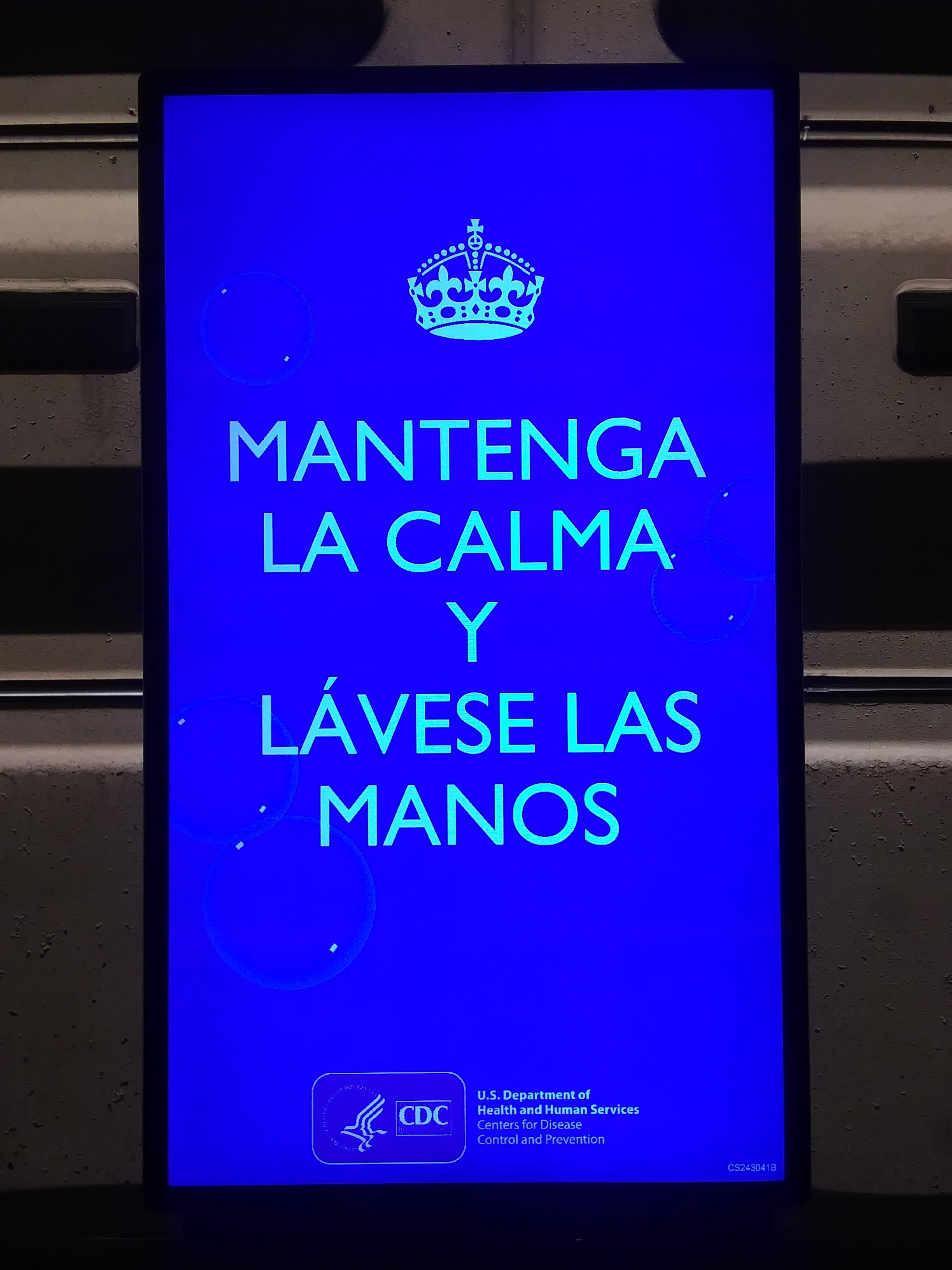
Obra derivada de Keep Calm and Carry On
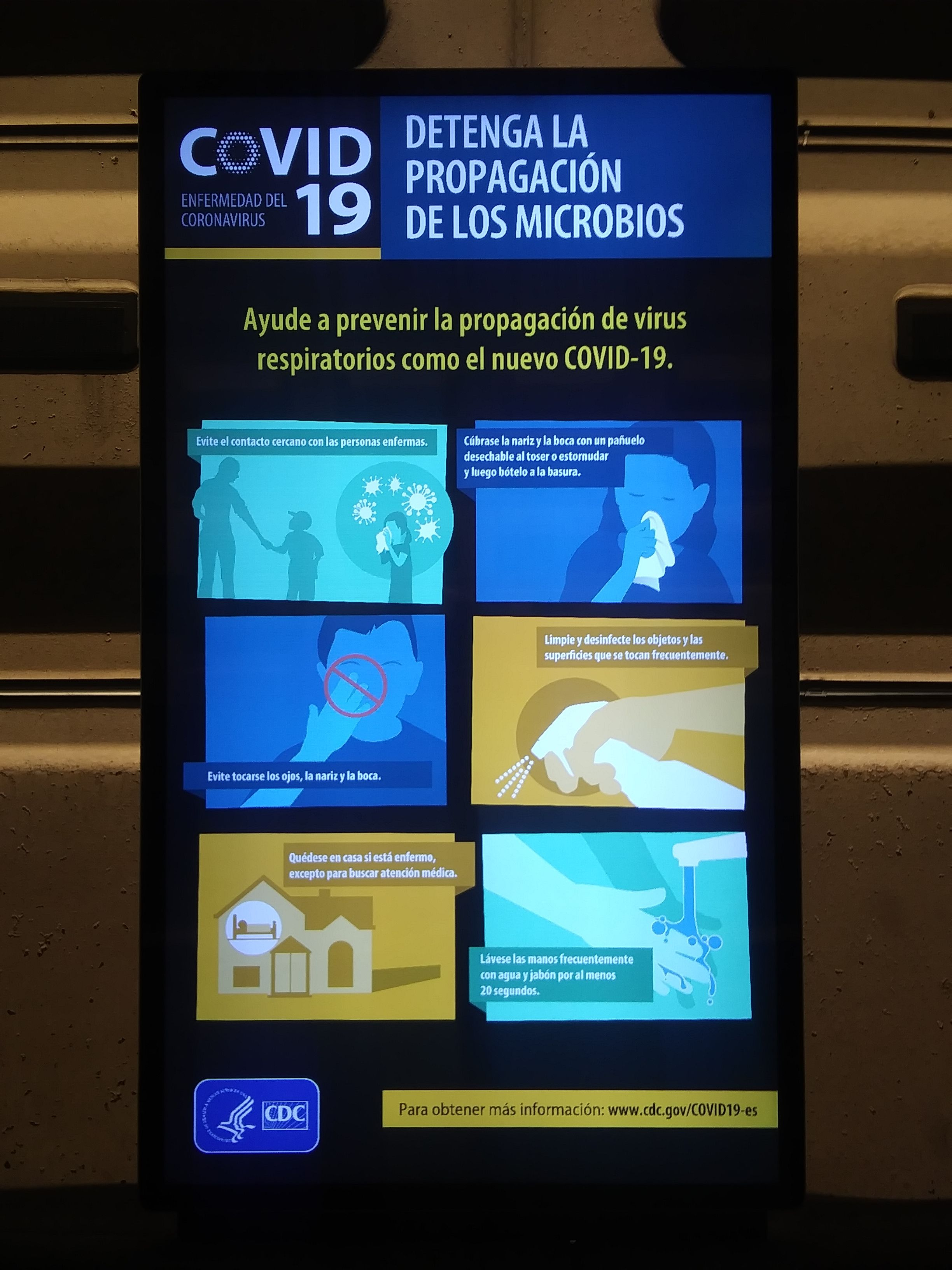
Cómo detener la propagación de microbios

## Ayuda médica a Estados Unidos
El multimillonario chino Jack Ma ha donado kits de prueba de coronavirus y mascarillas a Estados Unidos. Rusia envió un avión de carga con ventiladores y máscaras faciales. El portavoz del Kremlin, Dmitry Peskov, dijo que "al ofrecer asistencia a los colegas estadounidenses, Putin supone que cuando los fabricantes estadounidenses de equipos y materiales médicos ganen impulso, también podrán corresponder si es necesario". Según el diario de negocios RBC de Rusia, la compañía que fabrica los ventiladores que fueron entregados por Rusia está bajo sanciones estadounidenses. La India acordó exportar hidroxicloroquina a Estados Unidos, luego de que el presidente de EE. UU. lo solicitó.

#### Terapia y vacunas
Actualmente, no existe una terapia con medicamentos o una vacuna aprobada para el tratamiento de COVID-19, ni hay ninguna evidencia clara de que la infección por COVID-19 conduzca a la inmunidad (aunque los expertos asumen que lo hace durante algún período). A fines de marzo de 2020, se estaban probando más de cien medicamentos.

#### Desarrollo de vacunas
Existe una vacuna para el coronavirus en 2021, sin embargo, se están realizando investigaciones en varios países para crear una. Más de 70 empresas y equipos de investigación están trabajando en una vacuna, y cinco o seis operan principalmente en los Estados Unidos. Bill Gates, cuya fundación se centra exclusivamente en la pandemia, contribuye con fondos a la investigación, y prevé que una vacuna podría estar lista para abril de 2021. En preparación para la producción a gran escala, el Congreso reservó más de $ 3.5 mil millones para este propósito como parte de la Ley CARES. Entre los laboratorios que trabajan en una vacuna se encuentra el Instituto de Investigación del Ejército Walter Reed, que ha estudiado previamente otras enfermedades infecciosas, como el VIH/sida, el Ébola y el MERS. Para el 18 de marzo, las pruebas habían comenzado con decenas de voluntarios en Seattle, Washington, patrocinado por el gobierno de Estados Unidos. Pronto comenzarán ensayos de seguridad similares de otras vacunas contra el coronavirus en los EE. UU. Esta búsqueda de una vacuna ha adquirido aspectos de seguridad nacional y competencia global.
El 5 de agosto de 2020, Estados Unidos acordó pagar a Johnson & Johnson más de mil millones de dólares para crear 100 millones de dosis de la vacuna COVID-19. El acuerdo le dio a Estados Unidos la opción de pedir 200 millones de dosis adicionales. Se suponía que las dosis se proporcionarían de forma gratuita a los estadounidenses si se usaban en una campaña de vacunación contra COVID-19.

## Propagación a otros países y territorios

### Norteamérica
El 6 de marzo, un residente de Ontario que había viajado a Las Vegas, Nevada, dio positivo por COVID-19. El 8 de marzo, otro residente de Ontario que había viajado a Colorado dio positivo. Otra persona dio positivo después de regresar a Toronto desde Washington D. C. También el 8 de marzo, una mujer de Seattle dio positivo en Columbia Británica. El 9 de marzo, un médico de Ontario que había viajado a Hawái dio positivo por COVID-19.

### Europa
El 7 de marzo de 2020, una persona de mediana edad dio positivo en Örebro, Suecia, una semana después de viajar de Estados Unidos, donde había estado expuesto a un caso confirmado.

### Centroamérica
El 6 de marzo de 2020, una mujer de 49 años, ciudadana estadounidense, dio positivo en San José, Costa Rica, después de viajar de Estados Unidos. Este fue el primer caso registrado en Costa Rica.

### Sudamérica
El 11 de marzo de 2020, una mujer que había muerto dio positivo en Georgetown, Guyana, después de viajar de Nueva York.

### Asia
El 10 de marzo de 2020, una persona dio positivo en Beijing, después de viajar de los Estados Unidos.

### Oceanía
El 17 de marzo de 2020, se confirmó que dos hombres de Wellington, Nueva Zelanda, padre e hijo, tenían COVID-19. Habían volado desde Los Ángeles a Auckland y luego de Auckland a Wellington. El hijo, de unos treinta años, desarrolló síntomas en el vuelo a Auckland, y las autoridades de salud de Nueva Zelanda se pusieron en contacto con los pasajeros en asientos adyacentes.

## Estadísticas

### Casos por estados
Última actualización: 20 de abril de 2022
| Estado               | Casos      | Fallecidos | Recuperados | Hospitalizados |
| -------------------- | ---------- | ---------- | ----------- | -------------- |
| Alabama              | 1.298.626  | 19.524     | 242.143     | 41.859         |
| Alaska               | 241.959    | 1.202      | 7.165       | 1.260          |
| Arizona              | 2.019.174  | 29.852     | -           | 57.072         |
| Arkansas             | 834.361    | 11.354     | 306.382     | 14.617         |
| California           | 8.550.657  | 89.054     | -           | -              |
| Carolina del Norte   | 2.647.650  | 23.363     | 2.534.052   | -              |
| Carolina del Sur     | 1.472.093  | 17.734     | -           | -              |
| Colorado             | 1.369.614  | 12.036     | -           | 23.293         |
| Connecticut          | 748.773    | 10.809     | -           | 12.257         |
| Dakota del Norte     | 240.529    | 2.257      | 97.286      | 3.859          |
| Dakota del Sur       | 237.535    | 2.901      | 107.745     | 6.548          |
| Delaware             | 260.735    | 2.896      | 18.371      | -              |
| Distrito de Columbia | 140.674    | 1.333      | 28.532      | -              |
| Florida              | 5.891.834  | 73.759     | -           | 78.472         |
| Georgia              | 2.482.518  | 36.507     | -           | 55.167         |
| Guam                 | 44,111     | 321        | 7.377       | -              |
| Hawái                | 245.035    | 1.407      | 11.385      | 2.196          |
| Idaho                | 445.167    | 4.914      | 92.573      | 7.007          |
| Illinois             | 3.106.642  | 33.546     | -           | -              |
| Indiana              | 1.695.736  | 22.596     | 1.567.618   | 127.944        |
| Iowa                 | 761.356    | 9.510      | 286.309     | -              |
| Islas Vírgenes       | 15.246     | 108        | 2.483       | -              |
| Kansas               | 772.222    | 8.524      | -           | 9.103          |
| Kentucky             | 1.323.526  | 15.326     | 47.067      | 18.768         |
| Luisiana             | 1.235.683  | 17.213     | 396.834     | -              |
| Maine                | 240.810    | 2.277      | 12.772      | 1.511          |
| Maryland             | 1.022.861  | 14.148     | -           | 34.577         |
| Massachusetts        | 1.731.170  | 20.181     | 477.796     | 19.176         |
| Míchigan             | 2.411.464  | 35.935     | 1.421.905   | -              |
| Minesota             | 1.441.279  | 12.479     | 1.404.496   | 60.614         |
| Misisipi             | 796.645    | 12.432     | 273.437     | 9.012          |
| Misuri               | 1.417.911  | 20.241     | -           | -              |
| Montana              | 273.371    | 3.262      | 260.525     | 11.589         |
| Nebraska             | 478.812    | 4.195      | 142.336     | 6.048          |
| Nevada               | 710.350    | 10.684     | -           | -              |
| Nuevo Hampshire      | 306.369    | 2.471      | 70.040      | 1.095          |
| Nueva Jersey         | 2.202.817  | 33.245     | -           | 63.190         |
| Nuevo México         | 520.402    | 7.427      | 135.608     | 12.989         |
| Nueva York           | 5.065.698  | 70.573     | 150.100     | 89.995         |
| Ohio                 | 2.681.437  | 38.266     | 2.629.029   | 114.443        |
| Oklahoma             | 1.038.301  | 14.173     | 401.945     | 23.700         |
| Oregón               | 711.827    | 7.460      | -           | 8.457          |
| Pensilvania          | 2.801.534  | 44.550     | 816.884     | -              |
| Puerto Rico          | 470.292    | 4.060      | -           | -              |
| Rhode Island         | 367.413    | 3.532      | -           | 8.835          |
| Tennessee            | 2.025.789  | 26.109     | 738.731     | 18.311         |
| Texas                | 6.712.347  | 86.396     | 4.260.877   | -              |
| Utah                 | 929.361    | 4.736      | 346.157     | 14.520         |
| Vermont              | 120.847    | 626        | 34.184      | -              |
| Virginia             | 1.688.068  | 20.099     | -           | 41.373         |
| Virginia Occidental  | 499.445    | 6.807      | 119.337     | -              |
| Washington           | 1.477.863  | 12.626     | -           | 19.110         |
| Wisconsin            | 1.577.169  | 13.662     | 545.562     | 25.838         |
| Wyoming              | 156.392    | 1.807      | 52.688      | 1.373          |
| Total                | 79.967.445 | 981.300    | -           | -              |

## Vacunación

### Vacunación diaria
| Dosis diarias administradas contra la COVID-19 en Estados Unidos. |
|                                                                   |
| Gráfico: Our World in Data                                        |

|  |

## Mapa de propagación del coronavirus
La Universidad Johns Hopkins (JHU). con el uso de ArcGis online desarrolló un mapa interactivo alojado por el Centro de Ciencia e Ingeniería de Sistemas (CSSE), para visualizar y rastrear los casos presentados del Coronavirus COVID-19 reportados en tiempo real. La plataforma informa casos a nivel de provincia en China, a nivel de ciudad en los Estados Unidos, Australia y Canadá, y a nivel nacional en los demás países. El mapa se compartió públicamente por primera vez el 22 de enero de 2020 e ilustra la ubicación y el número de casos confirmados de COVID-19, muertes y recuperaciones para todos los países afectados.